# Список награждённых большим крестом ордена Святой Екатерины
Список награждённых большим крестом ордена Святой Екатерины (орденом I степени) включает награждённых дам (более 310) по царствованиям. Количество награждаемых ограничивалось 12 кавалерами, исключая из этого числа членов царской семьи. Большая часть награждений была династической (в таблице — белым цветом; прочие — жёлтым).

## Список дам

### ЭпохаПетра I(до 1725 года)[1]
| № | Дата награждения | Портрет | Имя                                                                 | Примечание |
| - | ---------------- | ------- | ------------------------------------------------------------------- | ---------- |
| 1 | 24 ноября 1714   |         | Екатерина Алексеевна, царица, с 1725 года императрица всероссийская | [ 2 ]      |

### ЭпохаЕкатерины I(1725—1727)[1]
| № | Дата награждения | Портрет | Имя                                                                             | Примечание |
| - | ---------------- | ------- | ------------------------------------------------------------------------------- | --- |
| 1 | 21 мая 1725      |         | Анна Петровна, цесаревна и великая княжна                                       | при бракосочетании её с герцогом Шлезвиг-Гольштейнским Карлом Фридрихом в Санкт-Петербурге. Родительница её императрица Екатерина I, возложила на неё орден, который изволила сама носить. Скончалась в городе Киле 4 мая 1728 года.                 |
| 2 | 18 декабря 1725  |         | Елизавета Петровна, цесаревна и великая княжна, позже императрица               | Орден сей возложен на неё от родительницы её императрицы Екатерины I в придворной церкви, в день торжества рождения Её Высочества. |
| 3 | 6 января 1726    |         | Екатерина Иоанновна, царевна и герцогиня Мекленбургская                         | скончалась 14 июня 1733 года. Все три дочери царя Иоанна Алексеевича, скончавшегося 29 января 1696 года, получили ордена в один день — в Троицкой церкви, в Санкт-Петербурге, перед началом литургии от самой императрицы Екатерины I.               |
| 4 | 6 января 1726    |         | Анна Иоанновна, царевна и вдовствующая герцогиня Курляндская, позже императрица | [ 2 ] |
| 5 | 6 января 1726    |         | Прасковья Иоанновна, царевна                                                    | скончалась в Москве 9 октября 1731 года. |
| 6 | 19 марта 1726    |         | Меншикова, Дарья Михайловна, ур. Арсеньева, светлейшая княгиня                  | умерла во время ссылки своей на дороге, в 1728 году. Все особы из фамилии князя Меншикова при падении его (8 сентября 1727 года) лишены были орденов.                                                                                                |
| 7 | 30 ноября 1726   |         | Наталья Алексеевна, великая княжна                                              | сестра императора Петра II, скончалась в Москве 22 ноября 1728 года. |
| 8 | 5 февраля 1727   |         | Меншиков, Александр Александрович, князь, обер-камергер                         | Лишен орденов вместе с прочими членами семьи. Позже при императрице Елизавете I возвратился на службу, был кавалером ордена Св. Александра, генерал-аншефом и умер 27 ноября 1764 года. Кроме него никто больше мужского пола не получал этот орден. |

### ЭпохаПетра II(1727—1730)[1]
| № | Дата награждения | Портрет | Имя                                                    | Примечание |
| - | ---------------- | ------- | ------------------------------------------------------ | --- |
| 1 | 29 июня 1727     |         | Меншикова, Мария Александровна, светлейшая княжна      | С 25 мая 1727 года невеста Государя Императора Петра II, коей при обручении с Его Величеством дан сей орден, но в сём же году оный и снят. Умерла в ссылке в Тобольской губернии, в городе Берёзове, на 19-м году от рождения. |
| 2 | 29 июня 1727     |         | Меншикова, Александра Александровна, светлейшая княжна | Сестра вышеупомянутой, бывшая потом в супружестве за генерал-аншефом и гвардии майором бароном Густавом Бироном, родным братом герцога Курляндского, умерла в Санкт-Петербурге в октябре месяце 1736 года. Перед падением своим Меншиков намеревался было выдать сию свою дочь за наследного принца Ангальт-Дессаусского, о чём и происходили тогда уже переговоры. |
| 3 | 29 июня 1727     |         | Арсеньева, Варвара Михайловна                          | родная сестра княгини Меншиковой и тётка Государевой невесты. И сия, как принадлежащая к фамилии Князя Меншикова, лишена была ордена. |
| 4 | 30 ноября 1729   |         | Долгорукова, Екатерина Алексеевна, княжна              | дочь действительного тайного советника князя Алексея Григорьевича, вторая невеста Государя Императора Петра II, получившая сей орден при обручении своём с Его Величеством. При несчастии родителя своего в 1730 году и она лишена была ордена. Императрица Елизавета Петровна освободила её из ссылки и в 1745 году вышла она за генерал-поручика графа Брюса.     |

### ЭпохаАнны Иоанновны(1730—1740)[1]
| № | Дата награждения | Портрет | Имя                                                             | Примечание |
| - | ---------------- | ------- | --------------------------------------------------------------- | --- |
| 1 | 12 мая 1733      |         | Анна Леопольдовна, принцесса                                    | дочь Мекленбургского герцога Карла Леопольда и царевны Екатерины Иоанновны, бывшая потом правительницей и супругой Брауншвейг-Люнебургского герцога Антона Ульриха, получила сей орден по принятию ею Грекороссийской веры. |
| 2 | июнь 1737        |         | Мария Жозефа Австрийская, польская королева                     | супруга короля и курфюрста Фридриха Августа, скончалась в ноябре 1757 года. |
| 3 | май 1738         |         | Елизавета София Бранденбургская, герцогиня Саксен-Мейнингенская | мать Фридриха Вильгельма Курляндского, свекровь Анны Иоанновны. Скончалась в ноябре 1748 года. |
| 4 | май 1738         |         | Бенигна Готлиба Бирон, герцогиня Курляндская                    | супруга герцога Эрнста Иоганна. При отрешении супруга её от Регентства была лишена ордена, получила оный вторично от императрицы Екатерины II в 1762 году, августа 22.                                                      |

### ЭпохаЕлизаветы Петровны(1741—1761)[1]
| №  | Дата награждения | Портрет | Имя | Примечание |
| -- | ---------------- | ------- | --- | --- |
| 1  | декабрь 1741     |         | Трубецкая, Анастасия Ивановна, принцесса Гессен-Гомбургская                                                                      | супруга бывшего в Российской службе генерал-фельдмаршала Людвига Вильгельма Гессен-Гомбургского, умерла 2 декабря 1755 года.                                        |
| 2  | 15 марта 1743    |         | Альбертина Фридерика Баден-Дурлахская, вдовствующая герцогиня Шлезвиг-Гольштейнская                                              | Бабушка Екатерины II по материнской линии. Скончалась в декабре 1755 года. Получила сей орден через гамбургского резидента фон Гейнсона.                            |
| 3  | 10 февраля 1744  |         | Иоганна-Елизавета Гольштейн-Готторпская, вдовствующая княгиня Ангальт-Цербстская                                                 | Мать императрицы Екатерины II. Скончалась в Париже 30 мая 1760 года. Получила сей орден на другой день прибытия своего в Москву вместе с дочерью.                   |
| 4  | 10 февраля 1744  |         | Августа Фридерика, принцесса Ангальт-Цербстская, позже великая княгиня Екатерина Алексеевна, императрица Екатерина II            | . Получила сей орден на другой день прибытия своего в Москву вместе с матерью                                                                                       |
| 5  | 30 августа 1745  |         | Мария Августа Турн-и-Таксис, вдовствующая герцогиня Вюртемберг-Штутгартская                                                      | Орден послан к ней с гвардии капитаном князем Дмитрием Михайловичем Голицыным. Скончалась 1 февраля 1756 года.                                                      |
| 6  | 30 августа 1745  |         | Анна Гольштейн-Готторпская, (нем. Anne von Schleswig-Holstein-Gottorf) герцогиня Саксен-Готская                                  | Дочь Кристиана Августа Гольштейн-Готторпского, тётка Екатерины II по матери. Орден послан к ней с гвардии капитаном князем Дмитрием Михайловичем Голицыным.         |
| 7  | 30 августа 1745  |         | Гедвига София Гольштейн-Готторпская (нем. Hedwig Sophie von Schleswig-Holstein-Gottorf), принцесса Шлезвиг-Гольштейнская         | Дочь герцога Кристиана Августа Гольштейн-Готторпского, тётка Екатерины II по матери. Орден послан к ней с гвардии капитаном князем Дмитрием Михайловичем Голицыным. |
| 8  | 16 сентября 1745 |         | Мария Антония Баварская, курфюрстина Саксонская                                                                                  | Орден послан к ней с камер-юнкером Лялиным. |
| 9  | 23 сентября 1745 |         | Мария Елизавета Шлезвиг-Гольштейн-Готторпская, принцесса Гольштейн-Готторпская, аббатиса Кведлинбургская                         | Сестра Кристиана Августа Гольштейн-Готторпского — деда Екатерины II по матери; и Фридриха IV Гольштейн-Готторпского — деда Петра III по отцу                        |
| 10 | 9 марта 1748     |         | Мария Анна Саксонская, курфюрстина Баварская.                                                                                    | Дочь польского короля Августа III. |
| 11 | 31 декабря 1756  |         | Каролина Вильгельмина София Гессен-Кассельская, (нем. Caroline Wilhelmina Sophia von Hessen-Kassel) герцогиня Ангальт-Цербстская | Жена Фридриха Августа Ангальт-Цербского — брата Екатерины II, дочь Максимилиана Гессен-Кассельского.                                                                |
| 12 | 17 декабря 1757  |         | Анна Петровна, великая княжна | дочь великого князя Петра Фёдоровича при крещении получившая сей орден. Скончалась в младенчестве.                                                                  |
| 13 | 30 апреля 1760   |         | Елизавета Мария Алоиза Августа Зульцбахская, курфюрстина Пфальцская                                                              | Отправлен к ней сей орден с секретарём Коллегии иностранных дел Петром Бакуниным.                                                                                   |

### ЭпохаПетра III(1762)[1]
| № | Дата награждения | Портрет | Имя                                                                         | Примечание |
| - | ---------------- | ------- | --------------------------------------------------------------------------- | --- |
| 1 | январь 1762      |         | Ульрика Фридерика Вильгельмина Гессен-Кассельская                           | Жена Фридриха Августа I Ольденбургского — дяди Екатерины II. |
| 2 | январь 1762      |         | Барятинская, Екатерина Петровна, ур. принцесса Гольштейн-Бекская            | дальняя родственница императрицы Екатерины II. |
| 3 | 9 февраля 1762   |         | Воронцова, Анна Карловна, ур. графиня Скавронская                           | двоюродная сестра императрицы Елизаветы Петровны, жена канцлера Михаила Воронцова. Говорили, что по воцарении Екатерины II графиня Анна Карловна вернула императрицы свой кавалерственный орден, но получила его обратно. |
| 4 | 19 марта 1762    |         | София Шарлотта Гольштейн-Бекская                                            | Жена Георга Гольштейн-Готторпского — дяди Екатерины II. Получила орден по приезде своему из Кёнигсберга в Санкт-Петербург.                                                                                                |
| 5 | 19 марта 1762    |         | Фридерика Шарлотта Антония Амалия, вдовствующая принцесса Гольштейн-Бекская | Получила орден по приезде своему из Кёнигсберга в Санкт-Петербург |
| 6 | 9 июня 1762      |         | Воронцова, Елизавета Романовна                                              | графиня, фрейлина. Фаворитка Петра III. Лишена ордена по восшествии на престол императрицы Екатерины II. |

### ЭпохаЕкатерины II(1762—1796)[1]
| №  | Дата награждения                          | Портрет | Имя | Примечание |
| -- | ----------------------------------------- | ------- | --- | --- |
| 1  | 28 июня 1762 (день восшествия на престол) |         | Дашкова, Екатерина Романовна, княгиня, ур. графиня Воронцова                                                       | статс-дама, директор Императорской Академии Наук, Российской Академии председатель и многих других Академий Член. Участница переворота, подруга Екатерины II.                                                                                  |
| 2  | 25 июля 1762                              |         | Разумовская, Екатерина Ивановна, ур. Нарышкина                                                                     | Троюродная сестра Елизаветы Петровны. Супруга генерал-фельдмаршала и малороссийского гетмана графа Кирилла Григорьевича |
| 3  | 22 августа 1762                           |         | Бенигна Готлиба Бирон, герцогиня Курляндская                                                                       | супруга герцога Эрнста Иоганна, по возвращении из ссылки вторично получившая сей орден. |
| 4  | 27 мая 1764                               |         | Фридерика Августа Ангальт-Бернбургская                                                                             | владетельная княгиня. 2-я жена Фридриха Августа Ангальт-Цербстского — брата Екатерины II. |
| 5  | 18 марта 1765                             |         | Вильгельмина Гессен-Кассельская, принцесса Прусская                                                                | супруга Фридриха Генриха Людвига |
| 6  | 13 января 1766                            |         | Христина София Альбертина, принцесса Мекленбург-Стрелицкая                                                         | Сестра английской королевы Шарлотты |
| 7  | 1771                                      |         | Каролина Луиза, маркграфиня Баден-Дурлахская, ур. принцесса Гессен-Дармштадтская                                   | Тетка по отцовской линии великой княгини Натальи Алексеевны, 1-й жены Павла. |
| 8  | 27 июня 1773                              |         | Фридерика Луиза, принцесса Прусская, ур. принцесса Гессен-Дармштадтская.                                           | Сестра великой княгини Натальи Алексеевны. Супруга принца Фридриха Вильгельма, позже короля Пруссии. |
| 9  | 27 июня 1773                              |         | Генриетта Каролина Пфальц-Биркенфельдская, ландграфиня Гессен-Дармштадтская                                        | Мать великой княгини Натальи Алексеевны. |
| 10 | 27 июня 1773                              |         | Фридерика Амалия, принцесса Гессен-Дармштадтская                                                                   | Сестра великой княгини Натальи Алексеевны, мать будущей императрицы Елизаветы Алексеевны |
| 11 | 27 июня 1773                              |         | Августа Вильгельмина, принцесса Гессен-Дармштадтская                                                               | Будущая великая княгиня Наталья Алексеевна; накануне перехода её в православие (15 августа) |
| 12 | 27 июня 1773                              |         | Луиза Августа Гессен-Дармштадтская, принцесса Гессен-Дармштадтская                                                 | Сестра великой княгини Натальи Алексеевны; в будущем — теща Марии Павловны. Супруга владетельного герцога Саксен-Веймарского Карла Августа |
| 13 | 27 июня 1773                              |         | Каролина, принцесса Гессен-Дармштадтская                                                                           | Сестра великой княгини Натальи Алексеевны. Супруга ландграфа Гессен-Гомбургского Фридриха Людвига |
| 14 | 27 июня 1773                              |         | Мария Амалия Августа, курфюрстина, а затем королева Саксонская, ур. принцесса Цвейнбрюкенская                      | |
| 15 | 27 июня 1773                              |         | Фридерика София Вильгельмина, ур. принцесса Прусская                                                               | супруга принца Оранского Вильгельма |
| 16 | 12 июля 1775                              |         | Румянцева, Мария Андреевна, графиня, ур. Матвеева                                                                  | статс-дама. Мать полководца П. А. Румянцева-Задунайского. |
| 17 | 12 июля 1775                              |         | Фридерика Доротея София, герцогиня Вюртембергская, ур. маркграфиня Бранденбург-Шведтская                           | Мать Марии Фёдоровны, 2-й супруги Павла I. |
| 18 | 12 июля 1775                              |         | София Доротея, будущая великая княгиня и императрица Мария Фёдоровна, ур. принцесса Вюртембергская.                | 2-я жена Павла. Получила орден при сговоре её в Берлине с великим князем Павлом Петровичем из рук великого князя. |
| 19 | 12 июля 1775                              |         | Румянцева, Екатерина Михайловна, графиня, ур. княжна Голицына                                                      | статс-дама. Жена полководца П. А. Румянцева-Задунайского. |
| 20 | 1776                                      |         | Луиза Фридерика Вюртембергская                                                                                     | супруга владетельного герцога Фридриха Мекленбург-Шверинского. Отсутствует в списках Бантыш-Каменского. Показана в Придворном месяцеслове за 1790 год.                                                                                         |
| 21 | 22 сентября 1777                          |         | Орлова, Екатерина Николаевна, светлейшая княгиня, ур. Зиновьева                                                    | статс-дама, жена бывшего фаворита Екатерины II светлейшего князя Григория Орлова. |
| 22 | 22 сентября 1777                          |         | Евдокия Борисовна Бирон, герцогиня Курляндская, ур. княжна Юсупова                                                 | |
| 23 | 6 августа 1783                            |         | Александра Павловна, цесаревна и великая княжна                                                                    | По случаю её рождения (29 июля) |
| 24 | 6 августа 1783                            |         | Августа Каролина Фридерика Луиза, принцесса Виртемберг-Штутгартская, ур. принцесса Брауншвейг-Волфенбюттельская    | супруга принца Фридриха Вильгельма Вюртембергского — брата Марии Федоровны |
| 25 | 1784                                      |         | Дадиани, Дарья Георгиевна, царица Кахетинская и Карталинская                                                       | супруга царя Ираклия Теймуразовича |
| 26 | 22 декабря 1784                           |         | Елена Павловна, цесаревна и великая княжна                                                                         | По случаю рождения (13 декабря) |
| 27 | 12 февраля 1786                           |         | Мария Павловна, цесаревна и великая княжна                                                                         | По случаю рождения (4 февраля) |
| 28 | 20 марта 1787                             |         | Нарышкина, Анна Никитична, ур. Румянцева                                                                           | статс-дама, супруга обер-шенка Александра Александровича Нарышкина. Подруга императрицы Екатерины II |
| 29 | 20 марта 1787                             |         | Мнишек, Урсула, ур. Замойская                                                                                      | супруга польского коронного великого маршала Михаила Ежи Вандалина |
| 30 | 20 марта 1787                             |         | Браницкая, Александра Васильевна, ур. Энгельгардт                                                                  | статс-дама, племянница Григория Потемкина, супруга польского великого коронного гетмана Франциска Ксаверия. |
| 31 | 21 мая 1788                               |         | Екатерина Павловна, цесаревна и великая княжна                                                                     | По случаю рождения (10 мая) |
| 32 | 27 апреля 1789                            |         | Марфа Ивановна Кроун                                                                                               | Жена адмирала Р. В. Кроуна, командовавшего во время войны с Швецией в 1789 году катером «Меркурий». Супруга Кроуна во время боя находилась на катере и оказывала помощь раненым, за что была отмечена орденом Святой Великомученицы Екатерины. |
| 33 | 18 июля 1792                              |         | Ольга Павловна, цесаревна и великая княжна                                                                         | По случаю рождения (11 июля). |
| 34 | 24 ноября 1792                            |         | Луиза Мария Августа, принцесса Баденская, позже великая княгиня и императрица Елизавета Алексеевна                 | Как невеста великого князя Александра Павловича, будущего императора. |
| 35 | 24 ноября 1792                            |         | Фредерика Доротея, принцесса Баденская, позже королева шведская                                                    | Сестра Елизаветы Алексеевны |
| 36 | 1793                                      |         | Потоцкая, Юзефина Амалия, графиня, ур. Мнишек                                                                      | статс-дама, супруга польского коронного генерала артиллерии Станислава Щенсны |
| 37 | 14 января 1795                            |         | Анна Павловна, цесаревна и великая княжна                                                                          | по совершении святого крещения получившая орден |
| 38 | 7 октября 1795                            |         | Августа Каролина София Рейсс-Эберсдорфская, вдовствующая герцогиня Саксен-Кобург-Заальфельдская, ур. графиня Рёйсс | Мать великой княгини Анны Фёдоровны — жены вел. кн. Константина |
| 39 | 7 октября 1795                            |         | София Саксен-Кобург-Заальфельдская, принцесса Саксен-Кобург-Заальфельдская                                         | Сестра великой княгини Анны Федоровны |
| 40 | 7 октября 1795                            |         | Антуанетта Амалия, принцесса Саксен-Кобург-Заальфельдская                                                          | Сестра великой княгини Анны Федоровны |
| 41 | 7 октября 1795                            |         | Юлианна Генриетта, принцесса Саксен-Кобург-Заальфельдская, позже великая княгиня Анна Фёдоровна                    | Жена великого князя Константина |
| 42 | 5 апреля 1796                             |         | Луиза, герцогиня Вюртембергская, ур. принцесса Штольберг-Гедернская                                                | Супруг — Евгений Фридрих Генрих Вюртембергский, брат Марии Федоровны |
| 43 | 5 апреля 1796                             |         | Альбертина Вильгельмина Амалия Шварцбург-Зондерсгаузенская, герцогиня Вюртембергская                               | Супруг — Фердинанд Фридрих Август Вюртембергский, брат Марии Федоровны |

### ЭпохаПавла I(1796—1801)
| №  | Дата награждения               | Портрет | Имя                                                                                        | Примечание                                                   |
| -- | ------------------------------ | ------- | ------------------------------------------------------------------------------------------ | ------------------------------------------------------------ |
| 1  | 10 ноября 1796                 |         | Ливен, Шарлотта Карловна                                                                   | статс-дама, баронесса                                        |
| 2  | 5 апреля 1797 (день коронации) |         | Шарлотта Августа Матильда, ур. принцесса Великобританская, позднее королева Вюртембергская | Жена Фридриха I Вюртембергского — племянника Марии Фёдоровны |
| 3  | 5 апреля 1797 (день коронации) |         | Чернышёва, Анна Родионовна, графиня                                                        | Жена Захара Чернышева                                        |
| 4  | 5 апреля 1797 (день коронации) |         | Салтыкова, Наталья Владимировна, графиня.                                                  | Жена Николая Салтыкова                                       |
| 5  | 5 апреля 1797 (день коронации) |         | Салтыкова, Дарья Петровна, графиня                                                         | Жена Ивана Салтыкова                                         |
| 6  | 5 апреля 1797 (день коронации) |         | Матюшкина, Анна Алексеевна, графиня.                                                       |                                                              |
| 7  | 5 апреля 1797 (день коронации) |         | Репнина, Наталья Александровна, княгиня                                                    |                                                              |
| 8  | 5 апреля 1797 (день коронации) |         | Безбородко, Евдокия Михайловна ур. Забелло                                                 | Вдова Андрея Яковлевич Безбородко                            |
| 9  | 5 апреля 1797 (день коронации) |         | Скавронская, Мария Николаевна, графиня                                                     | Вдова графа Мартына Карловича Скавронского                   |
| 10 | 5 апреля 1797 (день коронации) |         | Филиппина Бранденбург-Шведтская, ландграфиня Гессен-Кассельская                            | Жена (1773) ландграфа Фридриха II                            |
| 11 | 27 апреля 1799                 |         | Мариам Георгиевна, царица Карталинская и Кахетинская                                       |                                                              |
| 12 | 1799                           |         | Мария Александровна, великая княжна                                                        | Дочь Александра I                                            |
| 13 | 29 мая 1799                    |         | Шувалова, Екатерина Петровна, графиня                                                      |                                                              |
| 14 | 29 августа 1799                |         | Мария Анна Цвейбрюккен-Биркенфельдская                                                     | супруга титулярного герцога Баварского                       |
| 15 | 12 октября 1799                |         | Луиза, герцогиня Мекленбург-Шверинская, ур. принцесса Саксен-Готская                       |                                                              |
| 16 | 26 декабря 1799                |         | Луиза, герцогиня Саксен-Гота-Альтенбургская, ур. принцесса Мекленбург-Шверинская           | Жена (1797) наследного принца Августа Саксен-Готского        |
| 17 | 17 сентября 1800               |         | Мария Каролина, ур. эрцгерцогиня Австрийская, позднее королева Обеих Сицилий               |                                                              |

### ЭпохаАлександра I(1801—1825)
| №  | Дата награждения | Портрет | Имя | Примечание |
| -- | ---------------- | ------- | --- | --- |
| 1  | 9 апреля 1801    |         | Генриетта, ур. принцесса Нассау-Вейльбургская, позднее принцесса Вюртембергская                                            | жена Людвига Вюртембергского — брата Марии Фёдоровны                                                                                         |
| 2  | 9 апреля 1801    |         | Луиза Августа Вильгельмина Амалия ур. принцесса Мекленбург-Стрелицкая, позднее королева Прусская                           | |
| 3  | 9 апреля 1801    |         | Фридерика Каролина Вильгельмина, ур. принцесса Баденская, позднее королева Баварская                                       | Старшая сестра императрицы Елизаветы Алексеевны                                                                                              |
| 4  | 9 августа 1801   |         | Екатарина Амалия Кристиана Луиза, принцесса Баденская                                                                      | Старшая сестра Елизаветы Алексеевны |
| 5  | 9 августа 1801   |         | Мария Елизавета Вильгельмина, ур. принцесса Баденская                                                                      | Младшая сестра Елизаветы Алексеевны. Супруга герцога Брауншвейгского                                                                         |
| 6  | 15 сентября 1801 |         | Долгорукова-Крымская, Анастасия Васильевна, княгиня                                                                        | Вдова полководца Долгорукова-Крымского. В день коронации Александр I пожаловал Долгорукой Екатерининскую ленту как старейшей из статс-дам.   |
| 7  | 15 сентября 1801 |         | Магдалена София Сольмс-Браунфельсская, принцесса                                                                           | Вдова князя Виктора Амадея Ангальт-Бернбургского                                                                                             |
| 8  | 15 сентября 1801 |         | Варвара Ивановна Суворова-Рымникская графиня, княгиня Италийская                                                           | Вдова Суворова |
| 9  | 26 февраля 1803  |         | царица Анна Матвеевна Имеретинская                                                                                         | Вдова Имеретинского царя Давида Георгиевича                                                                                                  |
| 10 | 15 апреля 1803   |         | Мария Луиза Александрина, ур. принцесса Мекленбург-Шверинская, позднее герцогиня Саксен-Гильдбурггаузенская                | Дочь великой княжны Елены Павловны (дочери Павла I). Вероятно, по случаю рождения (31 марта)                                                 |
| 11 | 22 июля 1804     |         | Анна Амалия, герцогиня Саксен-Веймар-Эйзенахская, ур. принцесса Брауншвейгская                                             | Вдова герцога Эрнста Августа II |
| 12 | 22 июля 1804     |         | Шарлотта София, принцесса Мекленбург-Шверинская, ур. принцесса Саксен-Кобург-Заальфель                                     | |
| 13 | 25 октября 1805  |         | Анна Елизавета Луиза, принцесса Прусская, ур. принцесса Бранденбург-Шведтская                                              | |
| 14 | 19 февраля 1806  |         | Августа, княгиня Брауншвейг-Вольфенбюттельская, ур. принцесса Великобританская                                             | |
| 15 | 6 мая 1806       |         | Каролина Луиза, принцесса Саксен-Веймар-Эйзенахская                                                                        | Жена принца Фридриха Людвига Мекленбург-Шверинского                                                                                          |
| 16 | 12 мая 1806      |         | Нина Георгиевна Дадиани, княгиня                                                                                           | дочь царя Картли-Кахетинского Георгия XII |
| 17 | 18 ноября 1806   |         | Елизавета Александровна, великая княжна                                                                                    | Дочь Александра I. Очевидно, по случаю рождения (3 ноября). Скончалась в младенчестве                                                        |
| 18 | 1806             |         | Мария Тереза Бурбон-Неаполитанская, императрица Австрийская                                                                | Вторая жена императора Франца II |
| 19 | 6 февраля 1808   |         | Мария Луиза Александрина, ур. принцесса Саксен-Веймар-Эйзенахская, позднее принцесса Прусская                              | Дочь великой княгини Марии Павловны, (дочери Павла I). Очевидно, по случаю рождения (3 февраля)                                              |
| 20 | 17 января 1809   |         | Мария Анна Амалия, ур. принцесса Гессен-Гомбургская, позднее принцесса Прусская                                            | |
| 21 | 18 апреля 1809   |         | Литта, Екатерина Васильевна, графиня                                                                                       | Племянница Потемкина, жена графа Литта |
| 22 | 18 апреля 1809   |         | Прозоровская, Анна Михайловна, княгиня                                                                                     | Супруга генерал-фельдмаршала Александра Прозоровского                                                                                        |
| 23 | 15 апреля 1811   |         | Вильгельмина Луиза, принцесса Баденская                                                                                    | Младшая сестра Елизаветы Алексеевны, будущая мать императрицы Марии Александровны                                                            |
| 24 | 12 декабря 1811  |         | Августа Мария Луиза Катерина, ур. принцесса Саксен-Веймар-Эйзенахская, позднее императрица Германская                      | Дочь великой княжны Марии Павловны (дочери Павла I). По случаю рождения (30 сентября).                                                       |
| 25 | 1 декабря 1816   |         | Мария Фридерика Шарлотта Вюртембергская, принцесса Вюртембергская                                                          | Дочь великой княгини Екатерины Павловны. Жена (1840) графа Альфреда фон Нейпперга                                                            |
| 26 | 20 апреля 1817   |         | Матильда Вальдек-Пирмонтская, принцесса                                                                                    | Жена (1817) герцога Евгения Вюртембергского                                                                                                  |
| 27 | 23 мая 1817      |         | Мария Изабелла, принцесса Португальская                                                                                    | Жена (1816) короля Фердинанда VII Испанского                                                                                                 |
| 28 | 24 июня 1817     |         | Фридерика Луиза Шарлотта Вильгельмина Прусская, принцесса, затем великая княгиня и императрица Александра Фёдоровна        | супруга великого князя Николая Павловича (императора Николая I) с 1817 года, вероятно, получила орден перед свадьбой — 1 июля 1817           |
| 29 | 1 июля 1817      |         | Антуанетта Фридерика Августа Мария Анна, ур. принцесса Вюртембергская, позднее герцогиня Саксен-Кобург-Готская             | Племянница Марии Федоровны — дочь её брата Александра. Жена генерала на русской службе Эрнста Саксен-Кобург-Готского                         |
| 30 | 1 июля 1817      |         | Фридерика Вильгельмина Александрина Мария Елена , ур. принцесса Прусская, позднее великая герцогиня Мекленбург-Шверинская. | Сестра будущей императрицы Александры Федоровны, получила орден незадолго после свадьбы последней с Николаем Павловичем (13 июня 1817 года). |
| 31 | 12 декабря 1817  |         | Шарлотта Августа, принцесса Великобритании                                                                                 | Жена принца Леопольда Саксен-Кобургского, короля Бельгии с 1831 года                                                                         |
| 32 | 12 декабря 1817  |         | Мариам Кациевна | дочь князя Мегрельского Кация II, супруга царя Имеретии Соломона II                                                                          |
| 33 | 30 августа 1819  |         | Мария Николаевна, великая княжна                                                                                           | Вскоре после рождения (6 августа). |
| 34 | 1 ноября 1821    |         | Елизавета, ур. принцесса Великобританская, позднее ландграфиня Гессен-Гомбургская                                          | |
| 35 | 13 сентября 1822 |         | Ольга Николаевна, великая княжна                                                                                           | Вскоре после рождения (11 сентября) |
| 36 | 5 декабря 1823   |         | Фредерика Шарлотта Мария Вюртембергская, принцесса, затем великая княгиня Елена Павловна                                   | супруга великого князя Михаила Павловича c 5 декабря 1823 года, вероятно, получила орден перед переходом в православие.                      |
| 37 | 24 марта 1825    |         | Мария Михайловна, великая княжна                                                                                           | Вскоре после рождения (9 марта) |
| 38 | 27 апреля 1825   |         | Жанетта Антоновна, княгиня Лович                                                                                           | Морганатическая жена Константина Павловича                                                                                                   |
| 39 | 1825             |         | Александра Николаевна, великая княжна                                                                                      | Вскоре после рождения (24 июня) |

### ЭпохаНиколая I(1825—1855)
| №  | Дата награждения                 | Портрет | Имя | Примечание |
| -- | -------------------------------- | ------- | --- | --- |
| 1  | 25 января 1826                   |         | Мария, принцесса Гессен-Кассельская                                                                                        | Жена великого герцога Георга Мекленбургского |
| 2  | 5 июня 1826                      |         | Елизавета Михайловна, великая княжна                                                                                       | После рождения (14 мая) |
| 3  | 22 августа 1826 (день коронации) |         | Волконская, Александра Николаевна, княгиня                                                                                 | Вдова генерала Г. С. Волконского |
| 4  | 22 августа 1826                  |         | Голицына, Наталья Петровна, княгиня                                                                                        | Статс-дама (1806) |
| 5  | 22 августа 1826                  |         | Елизавета Людовика , принцесса Баварская                                                                                   | Племянница Елизаветы Алексеевны по матери. Награждение в день коронации. |
| 6  | 22 августа 1826                  |         | Лопухина, Екатерина Николаевна, княгиня                                                                                    | Статс-дама |
| 7  | 22 сентября 1827                 |         | Екатерина Михайловна, великая княжна                                                                                       | Вскоре после рождения (16 августа) |
| 8  | 29 мая 1829                      |         | Луиза Августа Вильгельмина Амалия , принцесса Нидерландская, ур. принцесса Прусская                                        | Сестра императрицы Александры Федоровны |
| 9  | 22 июня 1829                     |         | Фридерика Доротея Луиза Филиппина, княгиня Радзивилл, ур. принцесса Прусская                                               | |
| 10 | 29 мая 1830                      |         | Августа фон Гаррах, княгиня Лигницкая                                                                                      | Морганатическая супруга короля Пруссии Фридриха Вильгельма III, мачеха Александры Федоровны. Другая дата 26 мая 1830                                                                                         |
| 11 | 24 июля 1830                     |         | Аделаида Саксен-Мейнингенская, королева Великобритании                                                                     | Через месяц после восшествия её мужа на престол (26 июня) |
| 12 | 1831                             |         | Александра Михайловна, великая княжна                                                                                      | По случаю рождения (16 января). Умерла в младенчестве. |
| 13 | 17 февраля 1831                  |         | Мария Кристина, королева Испанская.                                                                                        | |
| 14 | 17 сентября 1831                 |         | Жозефина Лейхтенбергская                                                                                                   | Супруга наследного принца шведского |
| 15 | 24 февраля 1833                  |         | Сесилия Шведская, великая герцогиня Ольденбургская                                                                         | |
| 16 | 27 июня 1834                     |         | Бернардина Евгения (Дезире Клари), королева Шведская                                                                       | |
| 17 | 10 августа 1834                  |         | Фридерика Вильгельмина, принцесса Прусская                                                                                 | |
| 18 | 23 ноября 1834                   |         | Анна Михайловна, великая княжна                                                                                            | После рождения (15 октября). Умерла в детстве |
| 19 | 21 июня 1835                     |         | Адлерберг, Юлия Фёдоровна                                                                                                  | Начальница Смольного института благородных девиц |
| 20 | 15 сентября 1835                 |         | Мария Анна Савойская, императрица Австрийская                                                                              | |
| 21 | 24 апреля 1836                   |         | Екатерина Фредерика Шарлотта, принцесса Вюртембергская                                                                     | |
| 22 | 10 августа 1836                  |         | Мария Анна Баварская, королева Саксонская                                                                                  | |
| 23 | 10 ноября 1836                   |         | Амалия Мария Фридерика Ольденбургская, королева Греческая                                                                  | |
| 24 | 26 июня 1837                     |         | Виктория, королева Великобритании                                                                                          | после восшествия на престол (20 июня) |
| 25 | 1 июля 1837                      |         | Терезия Вильгельмина Нассауская                                                                                            | Супруга принца Петра Ольденбургского (сына великой княгини Екатерины Павловны). Член Российского Императорского Дома                                                                                         |
| 26 | 30 октября 1837                  |         | Церетели, Марфа Зурабовна                                                                                                  | Супруга владетеля Мегрелии Левана V Дадиани |
| 27 | 1 декабря 1838                   |         | Августа Амалия Баварская, герцогиня Лейхтенбергская                                                                        | Свекровь великой княжны Марии Николаевны |
| 28 | 8 июня 1839                      |         | София, принцесса Вюртембергская                                                                                            | Супруга короля Виллема III Нидерландского |
| 29 | 8 августа 1839                   |         | Мария Тереза Тосканская, королева Сардинская                                                                               | |
| 30 | 14 апреля 1840                   |         | Максимилиана Вильгельмина Августа София Мария Гессенская, позже цесаревна, великая княжна, императрица Мария Александровна | до перехода в православие (5 декабря) перед свадьбой (16 апреля 1841) |
| 31 | 17 апреля 1840                   |         | Александра Максимилиановна, княжна Лейхтенбергская                                                                         | дочь великой княжны Марии Николаевны и герцога Максимилиана. По случаю рождения. Умерла во младенчестве |
| 32 | 25 июля 1840                     |         | Паулина Фредерика Вюртембергская, вдовствующая герцогиня Нассаусская                                                       | |
| 33 | 26 июля 1840                     |         | Матильда Каролина Баварская, принцесса Гессен-Дармштадтская                                                                | Жена герцога Гессенского и Прирейнского Людвига — брата Марии Александровны |
| 34 | 22 августа 1840                  |         | Ридезель, Вильгемина, баронесса                                                                                            | Обер-гофмейстерина. Иностранная подданная — Гессен-Дармштадтская. Вдова обер-гофмейстера Людвига Ридезеля (1778—1828), представителя семьи Ридезель (нем.) Вместо 2-й ст. ошибочно ей был выдан знак 1-й ст. |
| 35 | 15 апреля 1841                   |         | Долгорукова, Екатерина Фёдоровна, княгиня                                                                                  | Статс-дама (1826) |
| 36 | 15 апреля 1841                   |         | Кочубей, Мария Васильевна, княгиня                                                                                         | Статс-дама (1826) |
| 37 | 8 июля 1841                      |         | Мария Елизавета Каролина Виктория, принцесса Гессен-Дармштадтская, ур. принцесса Прусская                                  | |
| 38 | 15 октября 1841                  |         | Мария Максимилиановна, княжна Лейхтенбергская                                                                              | дочь великой княжны Марии Николаевны и герцога Максимилиана. По случаю рождения (4 октября). |
| 39 | 1842                             |         | Александра Александровна, великая княжна                                                                                   | Очевидно, вскоре после рождения (18 августа). Умерла в детстве. |
| 40 | 20 июня 1842                     |         | Ида Саксен-Мейнингенская, принцесса Саксен-Веймар-Эйзенахская.                                                             | Жена герцога Карла Бернхарда |
| 41 | 20 июня 1842                     |         | Мария Вильгельмина, принцесса Нассауская                                                                                   | Жена князя Германа цу Вид |
| 42 | 4 мая 1843                       |         | Мелани Меттерних, княгиня                                                                                                  | Супруга австрийского канцлера Меттернихa |
| 43 | 17 января 1844                   |         | Луиза Шарлотта, ландграфиня Гессен-Кассельская, ур. принцесса Датская                                                      | |
| 44 | 18 января 1844                   |         | Каролина Амалия Шлезвиг-Гольштейнская, королева Датская                                                                    | |
| 45 | 29 января 1845                   |         | Августа Вильгельмина Генриетта, принцесса Саксен-Веймар-Эйзенахская, ур. принцесса Вюртембергская.                         | |
| 46 | 28 апреля 1845                   |         | Евгения Максимилиановна, княжна Лейхтенбергская                                                                            | дочь великой княжны Марии Николаевны и герцога Максимилиана. По случаю рождения (20 марта) |
| 47 | 5 октября 1845                   |         | Мария Елизавета Франческа Савойская, вице-королева Ломбардо-Венецианская                                                   | |
| 48 | 18 марта 1846                    |         | Мария-Тереза Габсбург-Тешинская                                                                                            | супруга Фердинанда II, короля Обеих Сицилий |
| 49 | 18 марта 1846                    |         | Мария Изабелла Испанская                                                                                                   | супруга покойного короля Обеих Сицилий Франциска I |
| 50 | 22 апреля 1846                   |         | Мария Антония Бурбон-Сицилийская                                                                                           | супруга великого герцога Тосканского |
| 51 | 25 мая 1846                      |         | Елизавета Алексеевна Паскевич, княгиня Варшавская, графиня Паскевич-Эриванская                                             | Жена генерала Паскевича |
| 52 | 22 июня 1846                     |         | Мария Фридерика Прусская                                                                                                   | супруга кронпринца Баварского |
| 53 | 18 марта 1847                    |         | Амалия Вюртембергская, владетельная герцогиня Саксен-Альтенбургская                                                        | Мать великой княгини Александры Иосифовны. Очевидно — накануне её свадьбы (11 сентября 1848) |
| 54 | 18 марта 1847                    |         | Александра Саксен-Альтенбургская, позже великая княгиня Александра Иосифовна                                               | Жена (с 11 сентября 1848) великого князя Константина Николаевича |
| 55 | 18 марта 1847                    |         | Александра Мария Вильгельмина, принцесса Саксен-Альтенбургская                                                             | Супруга Георга V Ганноверского |
| 56 | 18 июня 1850                     |         | Луиза Нидерландская | супруга наследного принца Шведского |
| 57 | 20 июля 1850                     |         | Мария II, королева Португальская                                                                                           | |
| 58 | 5 декабря 1850                   |         | Воронцова, Елизавета Ксаверьевна, княгиня                                                                                  | Статс-дама (1838) |
| 59 | 5 декабря 1850                   |         | Чернышёва, Елизавета Николаевна, княгиня                                                                                   | Супруга князя Александра Ивановича Чернышёва |
| 60 | 4 февраля 1851                   |         | Апраксина, Екатерина Владимировна                                                                                          | Статс-дама (1827) |
| 61 | 4 февраля 1851                   |         | Плещеева, Наталья Федотовна                                                                                                | Вдова вице-адмирала Сергея Ивановича Плещеева |
| 62 | 27 марта 1851                    |         | Августа Матильда Вильгельмина Рейсс-Шлейц-Кестрицская, принцесса Мекленбург-Шверинская                                     | Мать великой княгини Марии Павловны — будущей жены великого князя Владимира Александровича |
| 63 | 1851                             |         | Мария Луиза Шарлотта, принцесса Гессен-Кассельская                                                                         | Жена герцога Фридриха Августа Ангальт-Дессауского |
| 64 | 1 октября 1851                   |         | Ольга Константиновна, великая княжна                                                                                       | По случаю рождения (22 августа) |
| 65 | 17 марта 1852                    |         | София Доротея Вильгельмина, принцесса Баварская                                                                            | Жена эрцгерцога Франца Карла Австрийского |
| 66 | 24 июня 1852                     |         | Адельгейда Мария Ангальт-Дессауская, герцогиня Нассауская                                                                  | |
| 67 | 24 июня 1852                     |         | Мария Луиза, принцесса Мекленбург-Шверинская                                                                               | Жена князя Гуго фон Виндишгреца |
| 68 | 2 мая 1853                       |         | Мария Анна, принцесса Прусская                                                                                             | Жена ландграфа Фридриха Вильгельма Гессен-Кассельского |
| 69 | 30 июня 1853                     |         | Елизавета Саксен-Альтенбургская, великая герцогиня Ольденбургская                                                          | Жена (10 февраля 1852 года) члена Российского императорского дома — Петра II Ольденбургского.) |
| 70 | 13 октября 1853                  |         | Екатерина Александровна Дадиани, правительница Мегрельская                                                                 | |
| 71 | 15 октября 1853                  |         | Елизавета Баварская, императрица Австрийская                                                                               | |
| 72 | 16 октября 1853                  |         | Паулина-Ида, принцесса Саксен-Веймар-Эйзенахская                                                                           | Жена великого герцога Карла-Августа |
| 73 | 25 октября 1853                  |         | Мария Александровна, великая княжна                                                                                        | По случаю рождения (17 октября) |
| 74 | 1854                             |         | Амалия Августа, принцесса Баварская                                                                                        | Жена короля Иоганна I Саксонского |
| 75 | 28 февраля 1854                  |         | Вера Константиновна, великая княжна, герцогиня Вюртембергская                                                              | По случаю рождения (4 февраля) |

### ЭпохаАлександра II(1855—1881)
| №  | Дата награждения                 | Портрет | Имя | Примечание                                                                                                  |  |
| -- | -------------------------------- | ------- | --- | --- |  |
| 1  | 29 марта 1855                    |         | Луиза Гессен-Кассельская, королева Датская                                                              | Мать Марии Фёдоровны                                                                                        |  |
| 2  | 19 ноября 1855                   |         | Александра Фридерика Вильгельмина Ольденбургская, позже великая княгиня Александра Петровна             | Вероятно, незадолго до свадьбы с великим князем Николаем Николаевичем Старшим (25 января 1856 года)         |  |
| 3  | 9 июля 1856                      |         | Цецилия Августа Баденская, принцесса, позже великая княгиня Ольга Федоровна                             | Супруга великого князя Михаила Николаевича с 28 августа 1857 года                                           |  |
| 4  | 26 августа 1856 (день коронации) |         | Баранова, Юлия Фёдоровна, графиня                                                                       | Воспитательница дочерей Николая I                                                                           |  |
| 5  | 28 августа 1856                  |         | Салтыкова, Екатерина Васильевна, светлейшая княгиня.                                                    | Статс-дама, гофмейстерина императрицы Марии Александровны                                                   |  |
| 6  | 9 декабря 1856                   |         | Елена, герцогиня Мекленбург-Стрелицкая,                                                                 | дочь великой княгини Екатерины Михайловны. Вероятно, после рождения (16 января)                             |  |
| 7  | 18 декабря 1856                  |         | Фридерика Амалия Агнесса Ангальт-Дессауская, герцогиня Саксен-Альтенбургская                            | |  |
| 8  | 5 февраля 1857                   |         | Изабелла II, королева Испанская                                                                         | |  |
| 9  | 31 мая 1857                      |         | Луиза Мария Елизавета Прусская, великая герцогиня Баденская.                                            | |  |
| 10 | 31 мая 1857                      |         | Евгения Монтихо, императрица Французская                                                                | |  |
| 11 | 31 мая 1857                      |         | Клотильда Савойская, принцесса                                                                          | Дочь Виктора Эммануила II                                                                                   |  |
| 12 | 15 января 1858                   |         | Виктория Саксен-Кобург-Готская, императрица Германская.                                                 | 1-я дочь королевы Виктории                                                                                  |  |
| 13 | 6 июня 1859                      |         | Марианна Оранская-Нассау, принцесса Прусская, ур. принцесса Нидерландская.                              | |  |
| 14 | 6 октября 1859                   |         | Каролина Датская                                                                                        | |  |
| 15 | 7 августа 1860                   |         | Анастасия Михайловна, великая княжна, позднее герцогиня Мекленбург-Шверинская                           | Вероятно, после рождения (16 июля)                                                                          |  |
| 16 | 21 февраля 1861                  |         | Мария Луиза Анна Прусская                                                                               | |  |
| 17 | 21 февраля 1861                  |         | Мария София Амалия Баварская, королева Обеих Сицилий.                                                   | |  |
| 18 | 7 марта 1861                     |         | София Нассауская, королева Шведская.                                                                    | |  |
| 19 | 31 мая 1864                      |         | Алиса, великая герцогиня Гессенская.                                                                    | 2-я дочь королевы Виктории Мать будущей императрицы Александры Федоровны                                    |  |
| 20 | 30 августа 1864                  |         | Анна, принцесса Гессен-Дармштадтская                                                                    | Вторая жена великого герцога Фридриха Франца II Мекленбург-Шверинского                                      |  |
| 21 | 12 сентября 1864                 |         | Дагмара Датская, принцесса, позднее великая княгиня и императрица Мария Фёдоровна                       | |  |
| 22 | 10 октября 1864                  |         | Юлия Баттенбергская, княгиня.                                                                           | в морганатическом браке с принцем Александром Гессен-Дармштадтским — братом императрицы Марии Александровны |  |
| 23 | 25 мая 1865                      |         | Александра Датская, королева Великобритании.                                                            | Сестра Марии Федоровны                                                                                      |  |
| 24 | 25 мая 1865                      |         | Мария Пиа Савойская, королева Португальская.                                                            | |  |
| 25 | 17 августа 1865                  |         | Матильда Бонапарт, принцесса                                                                            | двоюродная сестра Наполеона III. Жена Анатоля Демидова, князя Сан-Донато (развод)                           |  |
| 26 | 17 ноября 1865                   |         | Луиза Каролина, герцогиня Шлезвиг-Гольштейн-Зондербург-Глюксбургская, ур. принцесса Гессен-Кассельская. | |  |
| 27 | 2 декабря 1868                   |         | Маргарита Савойская, королева Итальянская                                                               | супруга Умберто I                                                                                           |  |
| 28 | 21 сентября 1873                 |         | Вильгельмина София Нидерландская                                                                        | Супруга великого герцога Карла Александра Саксен-Веймар-Эйзенахского                                        |  |
| 29 | 21 апреля 1874                   |         | Мария Александрина Элизабета Элеонора Мекленбург-Шверинская, позже великая княгиня Мария Павловна.      | |  |
| 30 | 17 июля 1874                     |         | Августа Каролина Кембриджская, великая герцогиня Мекленбург-Стрелицкая.                                 | |  |
| 31 | 17 июля 1874                     |         | Беатриса, принцесса Великобританская                                                                    | 5-я дочь королевы Виктории                                                                                  |  |
| 32 | 17 июля 1874                     |         | Елена, принцесса Великобританская.                                                                      | 3-я дочь королевы Виктории                                                                                  |  |
| 33 | 17 июля 1874                     |         | Луиза, принцесса Великобританская, герцогиня Аргайльская                                                | 4-я дочь королевы Виктории                                                                                  |  |
| 34 | 17 апреля 1875                   |         | Ксения Александровна, великая княжна                                                                    | Вероятно, после рождения (25 марта)                                                                         |  |
| 35 | 31 июля 1876                     |         | Тира, герцогиня Камберлендская, ур. принцесса Датская.                                                  | Сестра Марии Федоровны                                                                                      |  |
| 36 | 27 декабря 1877                  |         | Елизавета Нойвидская, королева Румынская.                                                               | |  |
| 37 | 15 мая 1878                      |         | Мария, принцесса Рейсс-Кестрицская, ур. принцесса Саксен-Веймар-Эйзенахская.                            | |  |
| 38 | 23 сентября 1878                 |         | Александрина Баденская, герцогиня Саксен-Кобург-Готская.                                                | |  |
| 39 | 23 сентября 1878                 |         | Александра, принцесса Саксен-Кобург-Готская                                                             | Дочь великой княжны Марии Александровны                                                                     |  |
| 40 | 23 сентября 1878                 |         | Луиза Мария Амелия, принцесса Бельгийская                                                               | Супруга принца Филиппа Саксен-Кобург-Готского                                                               |  |

### ЭпохаАлександра III(1881—1894)
| №  | Дата награждения | Портрет | Имя | Примечание |
| -- | ---------------- | ------- | --- | --- |
| 1  | 16 марта 1881    |         | Ловиса Шведская, королева Датская                                                                           | Жена (1869) Фредерика VIII Датского |
| 2  | 7 июня 1881      |         | Милена Петровна, супруга князя Черногорского                                                                | Мать Милицы и Анастасии Черногорских. Могла получить орден к свадьбе одной из них — Милицы с великим князем Петром Николаевичем (26 июля 1889) или Анастасии с Георгием Максимилиановичем Лейхтенбергским, членом Российского императорского дома (16 августа того же года) |
| 3  | 27 февраля 1882  |         | Елена Владимировна, великая княжна                                                                          | Родилась 17 января, орден получила при крещении |
| 4  | 11 июля 1882     |         | Ольга Александровна великая княжна                                                                          | Вскоре после рождения (13 июня) |
| 5  | 26 декабря 1882  |         | Тереза Петровна Ольденбургская, герцогиня Лейхтенбергская                                                   | Член Российского императорского дома |
| 6  | 14 мая 1883      |         | Елизавета Гессен-Кассельская, принцесса Ангальтская                                                         | |
| 7  | 14 мая 1883      |         | Мария Тереза Австрийская, герцогиня Вюртембергская                                                          | |
| 8  | 19 мая 1883      |         | Мария Тереза Португальская, эрцгерцогиня Австрийская                                                        | |
| 9  | 29 января 1884   |         | Августа Саксен-Мейнингенская, принцесса Саксен-Альтенбургская                                               | мать Великой княгини Елизаветы Маврикиевны. Вероятно, получила орден накануне её свадьбы (15 апреля 1884) |
| 10 | 29 января 1884   |         | Элизавета Августа Мария Агнеса Саксен-Альтенбургская, позже великая княгиня Елизавета Маврикиевна           | |
| 11 | 15 февраля 1884  |         | Елизавета Александра Луиза Алиса Гессен-Дармштадтская, позже великая княгиня Елизавета Фёдоровна            | Вероятно, незадолго до свадьбы (3 июня 1884 года) |
| 12 | 7 июня 1884      |         | Августа Гессен-Кассельская, герцогиня Кембриджская                                                          | |
| 13 | 29 июня 1884     |         | Августа Виктория                                                                                            | супруга императора Германского Вильгельма II |
| 14 | 20 ноября 1884   |         | Фридерика Каролина Шлезвиг-Гольштейн-Зондербург-Глюксбургская, герцогиня Ангальт-Бернбургская.              | |
| 15 | 19 марта 1885    |         | Каролина Матильда, герцогиня Шлезвиг-Гольштейн-Зонденбург-Глюксбургская                                     | Дочь герцога Фридриха VIII Шлезвиг-Гольштейнского |
| 16 | 20 марта 1886    |         | Мария Орлеанская, принцесса Датская                                                                         | Жена Вальдемара — брата Марии Федоровны |
| 17 | 6 ноября 1886    |         | Елизавета Сибилла Саксен-Веймар-Эйзенахская, герцогиня Мекленбург-Шверинская                                | Жена Иоганн Альберт Мекленбург-Шверинский |
| 18 | 20 января 1887   |         | Мария Кристина Австрийская, королева Испанская                                                              | |
| 19 | 25 февраля 1887  |         | Эмма Вальдек-Пирмонтская, королева Нидерландская                                                            | |
| 20 | 14 июня 1887     |         | Сёкэн, императрица Японская                                                                                 | |
| 21 | 24 мая 1888      |         | Ирена Гессен-Дармштадтская, принцесса Прусская                                                              | |
| 22 | 17 декабря 1889  |         | Александра Георгиевна, великая княгиня, ур. принцесса Греческая.                                            | Вероятно, накануне свадьбы (4 июня 1889 года) |
| 23 | 23 мая 1889      |         | Милица Николаевна, великая княгиня, ур. княжна Черногорская                                                 | Вероятно, накануне свадьбы (26 июля 1889) |
| 24 | 6 мая 1890       |         | Мария Павловна, великая княжна.                                                                             | Вероятно, после рождения (6 апреля) |
| 25 | 24 января 1892   |         | Виктория Баденская                                                                                          | Жена (1881) короля Швеции Густава V |
| 26 | 14 августа 1892  |         | Луиза Зондербург-Глюксбургская, принцесса                                                                   | Жена (1891) князя Георга Вальдек-Пирмонтского |
| 27 | 14 августа 1892  |         | София Прусская, принцесса                                                                                   | Жена (1889) Константина Греческого |
| 28 | 27 августа 1892  |         | Шарлотта Шаумбург-Липпская, королева Вюртембергская.                                                        | |
| 29 | 22 сентября 1892 |         | Елизавета, принцесса Ангальт-Дессауская                                                                     | |
| 30 | 20 апреля 1894   |         | Виктория Алиса Елена Луиза Беатриса Гессен-Дармштадтская, позже императрица Российская Александра Федоровна | |
| 31 | 20 апреля 1894   |         | Виктория, принцесса Великобританская.                                                                       | Племянница Марии Федоровны, 2-я дочь королевы Александры |
| 32 | 23 июля 1894     |         | Мария Георгиевна, великая княгиня, ур. принцесса Греческая.                                                 | |
| 33 | 23 июля 1894     |         | Мод, королева Норвежская, ур. принцесса Великобританская.                                                   | Племянница Марии Федоровны, 3-я дочь королевы Александры |
| 34 | 26 июля 1894     |         | Анастасия Николаевна, великая княгиня, ур. княжна Черногорская.                                             | |

### ЭпохаНиколая II(1894—1917)
| №  | Дата награждения | Портрет | Имя | Примечание                                                                                  |
| -- | ---------------- | ------- | --- | ------------------------------------------------------------------------------------------- |
| 1  | 22 ноября 1894   |         | Виктория Мелита, принцесса Великобританская и Саксен-Кобург-Готская, позже великая княгиня Виктория Федоровна | Дочь великой княжны Марии Александровны                                                     |
| 2  | 13 марта 1895    |         | Александра Николаевна, герцогиня Лейхтенбергская                                                              | Дочь герцога Н. Н. Лейхтенбергского                                                         |
| 3  | 8 июня 1895      |         | Амелия Орлеанская, королева Португальская                                                                     |                                                                                             |
| 4  | 14 июля 1895     |         | Ирина Александровна, княжна императорской крови                                                               |                                                                                             |
| 5  | 16 ноября 1895   |         | Ольга Николаевна, великая княжна                                                                              | Получила орден сей в день Крещения и Миропомазания                                          |
| 6  | 20 апреля 1896   |         | Мария-Антуанетта, урожденная княжна Сайн-Витгенштейн                                                          | Жена (1847) князя Хлодвига Гогенлоэ                                                         |
| 7  | 23 мая 1896      |         | Луиза Маргарита Прусская, герцогиня Коннаутская                                                               |                                                                                             |
| 8  | 23 мая 1896      |         | Мария Эдинбургская, принцесса Румынская                                                                       | Дочь великой княжны Марии Александровны                                                     |
| 9  | 23 мая 1896      |         | Эльза, герцогиня Вюртембергская                                                                               | Дочь великой княжны Веры Константиновны                                                     |
| 10 | 23 мая 1896      |         | Ольга, герцогиня Вюртембергская                                                                               | Дочь великой княжны Веры Константиновны                                                     |
| 11 | 8 июня 1896      |         | Цыси, императрица Китая                                                                                       |                                                                                             |
| 12 | 8 июня 1897      |         | Татьяна Николаевна, великая княжна                                                                            | Получила орден сей в день Крещения и Миропомазания                                          |
| 13 | 17 июля 1897     |         | Стефания Бельгийская, принцесса                                                                               | Жена (1891) эрцгерцога Рудольфа Австрийского                                                |
| 14 | 29 июля 1898     |         | Мария-Луиза Бурбон-Пармская, княгиня Болгарская                                                               |                                                                                             |
| 15 | 24 апреля 1899   |         | Вильгельмина, королева Нидерландская                                                                          |                                                                                             |
| 16 | 25 июня 1899     |         | Мария Николаевна, великая княжна                                                                              | Получила орден сей в день Крещения и Миропомазания                                          |
| 17 | 21 февраля 1900  |         | Леопольдина Баденская, принцесса                                                                              | Жена (1862) князя Германа Гогенлоэ-Лангенбургского                                          |
| 18 | 18 июня 1901     |         | Анастасия Николаевна, великая княжна                                                                          | Получила орден сей в день Крещения и Миропомазания                                          |
| 19 | 3 сентября 1902  |         | Александрина Мекленбург-Шверинская, наследная принцесса Датская                                               |                                                                                             |
| 20 | 3 сентября 1902  |         | Беатриса, принцесса Саксен-Кобург-Готская                                                                     | Дочь великой княжны Марии Александровны                                                     |
| 21 | 6 сентября 1902  |         | Елизавета Мекленбург-Шверинская, великая герцогиня Ольденбургская                                             |                                                                                             |
| 22 | 20 января 1903   |         | Клементина Орлеанская, принцесса Саксен-Кобург-Готская                                                        |                                                                                             |
| 23 | 1905             |         | Маргарита Греческая и Датская, принцесса Греческая                                                            |                                                                                             |
| 24 | 1906             |         | Марина Греческая, принцесса                                                                                   |                                                                                             |
| 25 | 16 января 1906   |         | Саовабха Сиамская, королева                                                                                   | Жена короля Рама V Чулалонгкорна                                                            |
| 26 | 17 января 1908   |         | Татьяна Константиновна, княжна императорской крови                                                            |                                                                                             |
| 27 | 17 мая 1908      |         | Алиса Баттенберг, принцесса Греческая                                                                         |                                                                                             |
| 28 | 17 мая 1908      |         | Ингеборга Датская, принцесса Шведская                                                                         |                                                                                             |
| 29 | 17 мая 1908      |         | Маргарита Коннаутская, герцогиня                                                                              |                                                                                             |
| 30 | 17 мая 1908      |         | Элеонора, великая герцогиня Гессенская                                                                        |                                                                                             |
| 31 | 6 марта 1910     |         | Элеонора Рейсс-Кёстрицская, княгиня, с 1908 года царица Болгарии                                              | Вторая жена Фердинанда I Болгарскрого                                                       |
| 32 | 15 марта 1910    |         | Мария Текская, герцогиня                                                                                      | Жена (1893) короля Георга V                                                                 |
| 33 | 15 марта 1910    |         | Дагмара Датская, принцесса                                                                                    |                                                                                             |
| 34 | 15 марта 1910    |         | Елена Николаевна, королева Итальянская, ур. княжна Черногорская                                               |                                                                                             |
| 35 | 15 марта 1910    |         | Луиза Великобританская, герцогиня Файф                                                                        |                                                                                             |
| 36 | 15 марта 1910    |         | Тира Датская, принцесса                                                                                       |                                                                                             |
| 37 | 18 января 1911   |         | Хильда Люксембургская, великая герцогиня Баденская                                                            |                                                                                             |
| 38 | 18 мая 1911      |         | Цецилия Мекленбург-Шверинская, герцогиня                                                                      | Жена прусского кронпринца Вильгельма                                                        |
| 39 | 27 мая 1911      |         | Виктория Евгения Баттенбергская, королева Испанская                                                           |                                                                                             |
| 39 | 4 сентября 1911  |         | Елена Петровна, принцесса Сербская                                                                            | Дочь Короля Сербии Петра I, супруга князя императорской крови Иоанна Константиновича        |
| 40 | 3 января 1912    |         | Елена Георгиевна, княжна Романовская, герцогиня Лейхтенбергская                                               | Дочь Георгия Максимилиановича Лейхтенбергского, супруга графа Стефана Тышкевича (1894—1976) |
| 41 | 3 января 1912    |         | Марина Петровна, княжна императорской крови                                                                   | Дочь великого князя Пётра Николаевича                                                       |
| 42 | 2 февраля 1912   |         | Елизавета Штольберг-Россла, герцогиня Мекленбург-Шверинская                                                   |                                                                                             |
| 43 | 13 июня 1912     |         | Виктория Луиза Прусская, герцогиня Брауншвейг-Люнебургская                                                    | Жена герцога Эрнста Августа Брауншвейгского                                                 |
| 44 | 1914             |         | Барятинская, Надежда Александровна, княгиня                                                                   | Статс-дама, жена князя В. А. Барятинского                                                   |
| 45 | 1914             |         | Надежда Петровна, княжна императорской крови                                                                  | Дочь великого князя Пётра Николаевича                                                       |
| 46 | 12 июня 1916     |         | Садако Кудзё, императрица Японская                                                                            | Жена (1900) императора Ёсихито                                                              |